# A78 (Groot-Brittannië)
De A78 is een 65 km lange hoofdverkeersweg in Schotland.
De weg verbindt Greenock via Irvine met Monkton.

## Hoofdbestemmingen
- Irvine
- Monkton